# Gabriel Lippmann
Gabriel Jonas Lippmann (16 tháng 8 năm 1845 – 13 tháng 7 năm 1921) la một nhà vật lý va nhà phát minh người Pháp - Luxembourg. Ông được nhận Giải Nobel Vật lý về phát minh tạo hình ảnh màu bằng phương pháp giao thoa, chế tạo các tấm phim Lippmann của ông.
Gabriel sinh ra tại Hollerich, Luxemburg. Khi ông ba tuổi, gia đinh ông đến Pháp, sống ở Paris.
Ông la một trong những người thành lập Institut d'optique théorique et appliquée ở Pháp. Ông cũng phát minh ra một loại điện kế được sử dụng trong máy ECG.
Lippmann la một thành viên của Viện khoa học Pháp từ 8 tháng 2 1886 đến tận cuối đời. Ông cũng là thành viên ngoại quốc của Hội Hoàng gia, thành viên của Bureau des Longitudes, và thành viên của Viện Grand Ducal.
Ông cưới con gái của nhà tiểu thuyết gia Victor Cherbuliez vào năm 1888.

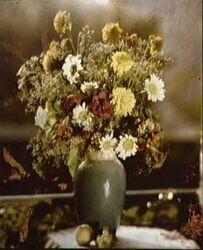
Bức ảnh màu sớm nhất chụp các bông hoa của Lippmann